# Кельт (мифология)
Кельт (др.-греч. Κέλτος) — в древнегреческой мифологии эпоним кельтов, сын Геракла или Полифема.
По Парфению, когда Геракл возвращался с Эрифии с коровами Гериона, он прибыл к царю Бретанну. Его дочь Кельтина влюбилась в Геракла и спрятала коров, потребовав разделить её любовь, чтобы получить коров. Геракл, пораженный красотой девушки, согласился, и она родила ему сына Кельта, от которого получил имя народ кельтов. «Большой этимологик» добавляет, что Геракл оставил Кельто свой лук, сказав, что если у неё родится сын, то он станет царём, если сможет натянуть лук.
По версии Аппиана, Кельт был сыном Полифема и Галатеи, братом Галата и Иллирия и прародителем кельтов. В еще одной версии, приводимой «Большим этимологиком», Кельт — сын Геракла и Стеропы, дочери Атланта.